# Serhiy Salov
Serhiy Salov est un pianiste ukrainien résidant au Canada. 

## Biographie
Serhiy Salov étudie le piano à l'École supérieure de musique de Fribourg-en-Brisgau avec notamment Michel Béroff, parallèlement à une formation en composition et en musicologie. Il suit ensuite pendant quatre ans une formation à la Guildhall School of Music and Drama de Londres auprès de Joan Havill. En 2007, il revient s'installer à Montréal où il avait remporté le premier prix du Concours musical international de Montréal (CMIM) en 2004, pour y étudier avec Jean Saulnier. En 2014, il récidive au CMIM en remportant cette fois le prix d'improvisation Richard-Lupien. Salov termine également deuxième de la Gina Bachauer International Piano Competition à Salt Lake City en 2010.
Invité à se produire avec plusieurs grands orchestres, Serhiy Salov interprète un répertoire étendu qui inclut des compositeurs contemporains. Il a d'ailleurs reçu un Prix Opus du Disque de l'année en musique moderne et contemporaine.

## Discographie
- The Sacred Spring of Slavs (Igor Stravinsky (1882-1971) : Le Sacre du printemps),  Analekta, AN 29932, mai 2010.
- Shostakovich's Circle (Guerman Galynine (1922-1966) : Concerto pour piano no 1 ; Dimitri Chostakovitch (1906-1975) - Symphonie de chambre op. 73a ; Galina Ustvolskaya (1919-2006) : Concerto pour piano ; Analekta, AN 29898, 2006.